# 공영쇼핑
공영쇼핑은 주식회사 공영홈쇼핑이 운영하는 홈쇼핑 채널이다. 2015년 아임쇼핑(IM Shopping)으로 개국했고, 2018년에 공영쇼핑으로 개명했다.